# Gmina Berek
Gmina Berek (chorw. Općina Berek) – gmina w Chorwacji, w żupanii bielowarsko-bilogorskiej.

## Miejscowości
- Begovača
- Berek
- Gornja Garešnica
- Kostanjevac
- Krivaja
- Novo Selo Garešničko
- Oštri Zid
- Podgarić
- Potok
- Ruškovac
- Šimljana
- Šimljanica
- Šimljanik